# Michaël Darmon
Pour les articles homonymes, voir Darmon.
Michaël Darmon, né en janvier 1962, est un journaliste français.

## Biographie
Journaliste au service économie et politique de TF1 de 1990 à 1993, il est le correspondant de la RTBF à Jérusalem de 1993 à 1994. En 1994, il entre à France 2, au sein du service politique. Il suit l'actualité du Front national (FN) de 1995 à 2004 puis l'actualité de l'Union pour un mouvement populaire (UMP) de 2004 à 2010.
Début 2011, il rejoint la chaîne d'information en continu I-Télé pour devenir éditorialiste politique et intervieweur.
Depuis 2013, il travaille également pour la chaîne israélienne I24news.
En novembre 2016 il quitte I-Télé après 31 jours de grève et rejoint Sud Radio en tant qu'éditorialiste politique.
À la rentrée 2018, il arrive sur Europe 1 en tant qu'éditorialiste politique.
À la rentrée 2019, il présente le Grand Rendez-vous d'Europe 1 le dimanche de 10 h à 11 h, succédant ainsi à Hélène Jouan qui, elle, quitte la station.
Il quitte Europe 1 en juin 2021.

## Ouvrages
Michael Darmon est également auteur avec Romain Rosso (journaliste à L'Express) d'essais sous forme d'enquêtes portant en particulier sur le Front national. Ses derniers essais à caractère biographique s'intéressent à des personnalités de l'Union pour un mouvement populaire comme Michèle Alliot-Marie et Nicolas Sarkozy.
- Avec Romain Rosso, L'après Le Pen : enquête dans les coulisses du Front national, Paris, éditions du Seuil, coll. « L'épreuve des faits », 1998, 270 p. (ISBN 2-02-030739-1).
- Avec Romain Rosso, Front contre Front, Paris, éditions du Seuil, coll. « Contre-enquête », 1999, 125 p. (ISBN 2-02-036748-3).
- Le Crépuscule de Jérusalem (roman), Marseille, Autres temps, coll. « Temps romanesque », 2002, 105 p. (ISBN 2-84521-129-5).
- Sarko Star, Paris, éditions du Seuil, 2004, 394 p. (ISBN 2-02-066826-2).
- Michèle Alliot-Marie : la grande muette, Paris, L'Archipel, 2006, 285 p. (ISBN 2-84187-831-7).
- La Vraie Nature de Nicolas Sarkozy, Paris, Le Grand Livre du mois, 2007, 232 p. (ISBN 978-2-286-02748-3).
- Avec Carl Meeus, Au plus près du président : images de campagne (photos par Élodie Grégoire et Jean-Luc Luyssen), Paris, éditions du Moment, 2007, 158 p. (ISBN 978-2-35417-014-1).
- Avec Yves Derai, Ruptures, Paris, éditions du Moment, 10 janvier 2008, 250 p. (ISBN 978-2-35417-024-0 et 2-35417-024-6).
- Avec Yves Derai, Belle Amie, Paris, éditions du Moment, 5 février 2009, 178 p. (ISBN 978-2-35417-042-4 et 2-35417-042-4).
- Avec Yves Derai, Carla et les ambitieux, Paris, éditions du Moment, 16 septembre 2010, 220 p. (ISBN 978-2-35417-072-1 et 2-35417-072-6).
- Macron ou la Démocratie de fer, L'Archipel, 11 avril 2018, 288 p. (ISBN 978-2-8098-2412-4 et 2-8098-2412-6).
- Le Pape et la Matriarche. Histoire secrète des relations entre Israël et le Vatican, Passés/Composés, 2024, 216 p..

## Fiction
Michaël Darmon joue son propre rôle dans la série télévisée Baron noir (2016), en interviewant, en compagnie de Jean-Pierre Elkabbach et d'Arnaud Leparmentier, dans son émission Le Grand Rendez-vous diffusée par Europe 1, I-Télé et Le Monde, le président de la République fictif, Francis Laugier (incarné par Niels Arestrup). Il le fait également dans la série télévisée Marseille. Il apparaît aussi dans la troisième saison de la série Les Hommes de l'ombre et dans le long métrage Lolo de Julie Delpy (2015).